# Harriet Smithson

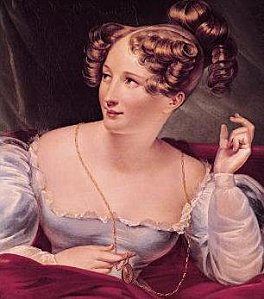
Harriet Smithson (1832)

Harriet Constance Smithson (* 18. März 1800 in Ennis, County Clare; † 3. März 1854 in Paris) war eine irische Theaterschauspielerin und wurde bekannt durch ihre Shakespeare-Rollen. Sie war die erste Ehefrau des französischen Komponisten Hector Berlioz.

## Leben

### Herkunft und Kindheit
Harriet Constance Smithson wurde am 18. März 1800 als Tochter eines Schauspielerehepaares im irischen Ennis (County Clare) geboren.
Ihr Vater William Joseph Smithson entstammte einer Familie gleichen Namens aus Gloucestershire. 1784 hatte er für Robert Owensen am Theater in der Dubliner Fishamble Street sowie drei Jahre später für die Chalmers’ Company in Kilkenny gespielt, wurde dann aber, um unabhängig zu werden, Manager in Wexford, Kilkenny, Galway, Waterford und Ennis. 1789 baute er ein Gebäude in der Cooke’s Lane (früher Bridewell Lane) zu einem Theater um. Vater Smithson war Freimaurer. Smithson hatte einen Bruder namens Joseph sowie eine jüngere Schwester mit Körperbehinderung.
Während der Tourneen ihrer Eltern kam Smithson ab Ende 1801 in die Obhut von Reverend James Barrett, der ihr auch die erste Bildung zukommen ließ. Nach seinem Tod im Februar 1808 kam sie auf eine Schule in Waterford.

### Karriere
Der Gesundheitszustand ihres Vaters verschlechterte sich; zusätzlich warfen ihm anonyme Schmähgedichte Missmanagement vor. In dieser Zeit gab Smithson am 27. Mai 1814 am Theatre Royal in Dublin ihr Debüt als Albina Mandeville in der Komödie The Will. Danach spielte sie bei Montague Talbot in Dublin unter anderem die Rolle der Letitia Hardy in The Belle’s Stratagem, die sie von ihrer Mutter übernommen hatte.
Am 30. Juni 1817 debütierte sie bei Robert Elliston in Birmingham, wo sie eine Empfehlung für das Theatre Royal Drury Lane in London bekam. Mit der Rolle der Letitia Hardy debütierte sie am 20. Januar 1818 am Theatre Royal Drury Lane, das gerade im Abstieg begriffen war. Trotzdem erhielt sie hier gute Kritiken. Das Theatre Royal Drury Lane bedeutete für sie einen Karriereschub. Aufmerksamkeit bekam sie für ihre Darstellung der Titelrolle in George Sanes The Innkeeper’s Daughter. Ihrer insgesamt unsicheren Aussichten als Schauspielerin wegen spielte sie nun auch im Margate in der Addington Street. Zu den dortigen Stammzuschauern gehörten auch der Bankier Thomas Coutts und seine Ehefrau Harriot. Zwischen Smithson und dem Ehepaar entwickelte sich eine enge Freundschaft.
Weil ihr zukünftiges Engagement in Drury Lane unsicher war und auch vorübergehend endete, spielte Smithson auch im Theatre Royal in Bristol und später, in der Saison 1818–19, am Royal Coburg Theatre. Der Standard am Royal Coburg Theatre stellte eher geringe Ansprüche an das Publikum. Eine von Smithsons Rollen war die der Hauptfigur in Mary, the Maid of the Inn, einer Variation von The Innkeeper’s Daughter.
Im Herbst 1820 kehrte sie, jedoch mit gekürzten Bezügen, in das Drury Lane zurück. Sie bekam 3 Pfund pro Woche, während beispielsweise Fanny Kelly 20 Pfund pro Woche erhielt. Ihre Darstellung in Thérèse, einer Version von René Charles Guilbert de Pixérécourts Drama, im Februar 1820 steigerte Smithsons Ruhm in der Öffentlichkeit. Am 12. November 1821 spielte sie Lady Anne in William Shakespeares Richard III. sowie zwei Tage später die Desdemona in Othello. Nicht alle Kritiken waren ihr wohlgesonnen, doch wurde erkannt, dass sie trotz der widrigen Umstände am Drury Lane Potential hatte. Während in der Saison 1820–21 aufwändige Produktionen gefragt waren, die Starqualitäten verlangten, war Smithson eher von introvertierter Natur. Zudem konzentrierte sie ihr persönliches Leben auf ihre Familie.
Da das Drury Lane mit immer mehr finanziellen Problemen zu kämpfen hatte und Smithsons Rollenaussichten mäßig blieben, bemühte sich ihr Vater um Engagements im Ausland. So spielte Smithson 1821 eine Saison in Amsterdam (Hamlet und Othello) sowie die Saison 1824 in Boulogne und Calais. Im Drury Lane bekam sie währenddessen weiterhin kleinere Nebenrollen; Theatermanager Robert William Elliston verhielt sich den Schauspielern des Theaters gegenüber immer unberechenbarer. Nach einem Schlaganfall im Jahr 1825 übernahm sein Sohn die Geschäfte, musste aber in der darauffolgenden Saison Konkurs anmelden.
In der Saison 1826–27 entstanden Pläne eines englischen Theaters in Paris, wo Schauspielerkollege Edmund Kean ihr größere Karrierechancen prophezeite als in London. Zu dieser Zeit entwickelte sich in Paris ein wachsendes Interesse an William Shakespeare.

### Erfolg in Paris

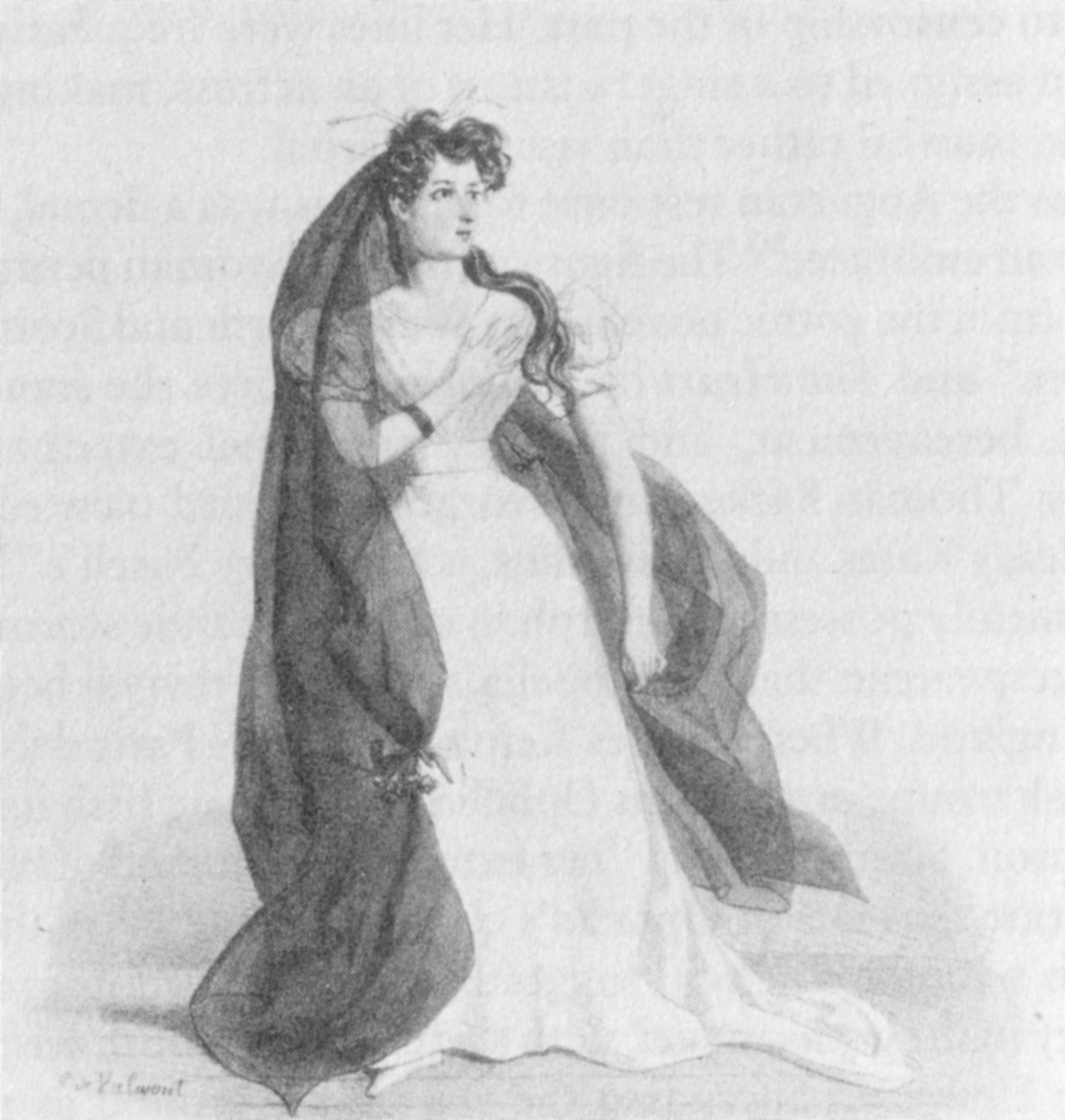
Harriet Smithson als Ophelia (etwa 1827)

Smithson bekam für ihr Pariser Debüt als Lydia Languish in Richard Brinsley Sheridans The Rivals am 6. September 1827 beeindruckte Kritiken. Für den 11. September 1827 setzte Charles Kemble Hamlet mit Smithson als Ophelia an. Vergeblich bat Smithson ihre Schauspielerkolleginnen, ihre Rolle zu übernehmen. Sie erkannte jedoch die Chancen, die nun – im Gegensatz zu London – vor ihr lagen, und schloss sich jeden Tag nach den Proben ein und erforschte ihre persönliche Interpretation der Rolle.

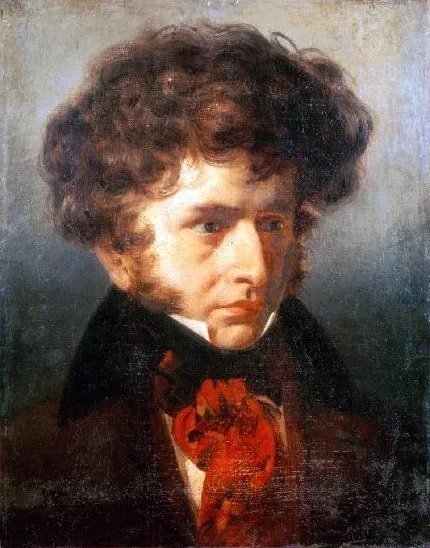
Hector Berlioz (1832, Émile Signol)

Die Aufführung des Hamlet im Odéon am 11. September 1827 wurde ein großer Erfolg. Alexandre Dumas erinnerte sich später, er habe das erste Mal auf einer Bühne echte Leidenschaften und Menschen aus Fleisch und Blut gesehen. Gleichwohl reagierte die englische Presse skeptisch auf Smithsons neuen Ruhm in Paris. Unter den Zuschauern des Hamlet befand sich auch der 23-jährige Student Hector Berlioz, der auf väterlichen Wunsch hin zunächst ein Medizinstudium angefangen, sich dann aber gegen den Willen seines Vaters der Musik zugewandt hatte. Smithson machte als Ophelia und auch in ihren anderen Shakespeare-Rollen Eindruck auf Berlioz.
Am 15. September folgte Romeo und Julia mit Smithson als Julia. Als drittes Shakespeare-Stück wurde Othello gegeben. Als im Oktober auch Maria Foote die Julia spielte, hatte das Publikum Gelegenheit zum Vergleich. Zusätzlich war Smithson in Nicholas Rowes The Tragedy of Jane Shore erfolgreich. Es wurden diverse Illustrationen ihrer Shakespeare-Rollen vermarktet. In der Saison 1828 wurde Macbeth mit Smithson als Lady Macbeth gegeben.
Frankreich erschien ihr attraktiv für ihre zukünftige Karriere, doch scheiterten ihre diesbezüglichen Pläne an zu hohen Gagenforderungen, so dass sie beschloss, nach England zurückzukehren. Inzwischen wurde ihr auch die Verehrung durch Hector Berlioz bewusst, der zufällig gegenüber ihrer Wohnung in der 96, rue de Richelieu wohnte. Sie reagierte nicht auf seine Briefe; fälschlicherweise war ihr zugetragen worden, er sei Epileptiker und seelisch instabil. Anfang 1829 reiste sie nach England ab.

### Weitere Karriere
In England veröffentlichten The Times und The Theatrical Observer einen privaten Brief von Smithson, in dem sie ihre Präferenz für Frankreich erklärte. Sie debütierte mit mäßigem Erfolg in der Presse in Covent Garden mit The Tragedy of Jane Shore. Es folgte – erfolgreicher – Julia mit Charles Kemble als Romeo. Ihr blieb in London der Ruhm versagt, den sie aus Paris gewohnt war, doch hatte sie schauspielerisch eine Entwicklung zum Positiven genommen. Nach Ende der Sommersaison in Covent Garden machte sie eine Tournee durch mehrere Provinzen, hoffte aber auf eine längerfristige Tätigkeit in London oder Paris.
Zu dieser Zeit begann Berlioz, seine Gefühle für Smithson in der Symphonie fantastique zu verarbeiten. Gleichzeitig verlobte er sich mit Marie Moke. Im Schatten der Julirevolution von 1830 gewann er nach mehreren Fehlversuchen in den Jahren zuvor den Prix de Rome. Mit dem 5. Dezember 1830 wurde noch vor der damit verbundenen Abreise zum Stipendiumsaufenthalt in Rom die Uraufführung der Symphonie fantastique terminiert, die ein großer Erfolg wurde. Am gleichen Abend fand wenige Stunden später an der Opéra ein Wohltätigkeitskonzert für Smithson statt, die Schulden angehäuft hatte. In Rom musste Berlioz erfahren, dass Marie den Klavierbauer Camille Pleyel geheiratet hatte.
Smithson entschied sich, nach London zurückzukehren, sah sich aber gezwungen, an kleineren Theatern wie dem Manly’s Theater in Nottingham und dem Theatre Royal in Haymarket zu spielen. Ihre familiären Bindungen verhinderten eine mögliche Karriere in Amerika. Da Frankreich näher lag, entschied sie sich, trotz der politischen Unruhen und einer kürzlichen Cholera-Epidemie, als Theatermanagerin nach Paris zurückzukehren. Am 7. November 1832 kehrte auch Berlioz nach Paris zurück, nachdem er die Erlaubnis bekommen hatte, Rom vorzeitig zu verlassen.
Smithsons erste Inszenierung, The Tragedy of Jane Shore, am 21. November 1832, erwies sich als Fehlschlag, ebenso wie Thomas Southernes Isabella am 5. Dezember. In der Zwischenzeit plante Berlioz eine weitere Aufführung der Symphonie fantastique, diesmal mit ihrer Fortsetzung Lélio ou Le retour à la vie. Über den Journalisten Shutter ließ er ihr eine Eintrittskarte zukommen. Der Hintergrund der Symphonie fantastique sprach sich herum. Am Abend der Aufführung verstand auch Smithson die Hintergründe und ließ Berlioz ihre Glückwünsche übermitteln; nun erwiderte sie seine Gefühle.

### Ehe mit Berlioz
Berlioz und Smithson hatten beide mit Widerständen von Familien und Freunden zu kämpfen. Während Berlioz’ Eltern unter anderem eine Schauspielerin als Partnerin ihres Sohnes missbilligten, fürchteten Smithsons Mutter und Schwester um die Ernährerin der Familie. Berlioz musste im Rahmen der sommations respectueues gegen seinen Vater Louis Berlioz einen Prozess anstrengen, um nicht enterbt zu werden.
In dieser Zeit brach sich Smithson ein Bein, was sich ungünstig auf ihre Karriere auswirken sollte. Der langwierige Heilungsprozess und die Widerstände aus dem Umfeld verunsicherten sie. Berlioz, der lange Zeit selbstsicher gewesen war, war im August 1833 selbst kurz davor, aufzugeben, und stellte Smithson ein Ultimatum. Schließlich wurden beide am 3. September 1833 in der Britischen Botschaft in Paris von Reverend Luscombe getraut. Einer der vier Trauzeugen war Berlioz’ Freund Franz Liszt. Berlioz und Smithson verbrachten ihre Flitterwochen in Vincennes. Am 14. August 1834 wurde nach einer schweren Niederkunft Sohn Louis geboren.
Auch in der Ehe hatte Smithson mit dem sich abzeichnenden Ende ihrer Karriere zu kämpfen. Berlioz unternahm mehrere Versuche, die Karriere seiner Frau wiederzubeleben. War sie vorher gewohnt gewesen, ihre Mutter und ihre Schwester ernähren zu können, musste sie nun selber versorgt werden. Smithsons Biograf Peter Raby geht davon aus, dass Smithsons schlechte Französischkenntnisse erschwerend dazukamen. Laut Berlioz-Biograf David Cairns beherrschte Smithson jedoch durchaus die französische Sprache. Demnach schrieb sie ohne die Hilfe ihres Mannes Briefe auf Französisch oder schilderte Berlioz’ Onkel Felix Marmion eine Stunde lang auf Französisch ihre Eheprobleme.
Ein Grund für die Ehekrise war das immer noch angespannte Verhältnis zu Berlioz’ Familie. Zudem fühlte Smithson sich durch das Ende ihrer Karriere isoliert, wodurch sie umso abhängiger von Berlioz sowie Sohn Louis wurde. Berlioz begann ein Verhältnis mit Marie Recio, die nach Smithsons Tod seine zweite Ehefrau werden sollte. Mit Marie Recio ging Berlioz auf Tournee nach Deutschland. Ab Herbst 1844 lebten Berlioz und Smithson getrennt; Berlioz versorgte sie aber auch weiterhin.

### Tod
Nach verschiedenen Krankheiten starb Smithson am 3. März 1854 und wurde am nächsten Tag in Montmartre bestattet. Im Lauf des Jahres 1864 wurde Smithson im Zusammenhang mit einer Umgestaltung der Stadt, die sich auch auf den Friedhof Saint-Vincent auswirkte, auf den Friedhof Montmartre umgebettet. Berlioz selbst wurde drei Tage nach seinem Tod am 8. März 1869 auf dem Friedhof Montmartre – neben seinen beiden Ehefrauen – beigesetzt.